# アルベルト・フォン・ケリカー

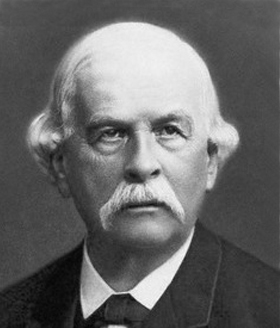
アルベルト・フォン・ケリカー

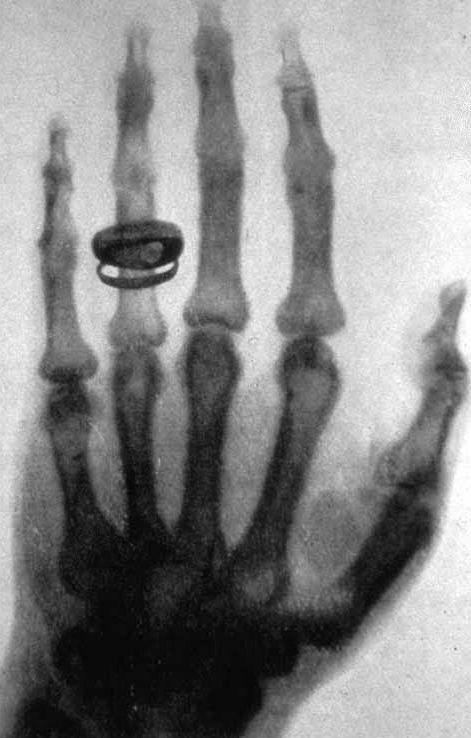
ケリカーの手のX線写真

ルドルフ・アルベルト・フォン・ケリカー（Rudolf Albert von Kölliker, 1817年7月6日 - 1905年11月2日）は、スイスの解剖学者、生理学者。19世紀半ばから後半にかけての最も重要な動物学者、生理学者の1人である。

## 生涯
チューリッヒに生まれた。チューリッヒ大学に入学した後、ボン大学を経て、ベルリン大学でヨハネス・ペーター・ミュラーやヤーコプ・ヘンレに学んだ。1841年にチューリッヒ大学で生理学の学位を、1842年にハイデルベルク大学で医学の学位を得た。ヘンレのもとで解剖学の術士を務めた後、1844年にチューリッヒ大学の生理学と比較解剖学の員外教授、1847年にヴュルツブルク大学の教授となり、その後は終生ヴュルツブルクで研究した。
比較解剖学の教育を行う一方、多くの論文を書き、クラゲなどの海洋生物の研究は注目名された。カール・テオドール・フォン・シーボルトとともに地中海やスコットランド沿岸の調査旅行を行い、1848年に創刊された学術誌 Zeitschrift für Wissenschaftliche Zoologie の編集を行ない、有力な専門雑誌の地位を築いた。
ケリカーの研究は無脊椎動物に関する研究から始まり、頭足類の発生に関する1844年の論文は古典的な論文になった。両生類と哺乳類の胚の研究が続き、顕微鏡を使った研究を推進し、19世紀半ばから後半にかけての発生学の進歩をもたらした。1861年に出版されたケリカーの発生学の講義は標準的な理論となった。
組織学の分野でも筋肉の組織に関する研究や神経系に関する研究などに多くの業績をあげた。
1860年にイギリスの王立協会フェローに選出されるなど多くの国で学会の会員に選ばれた。

## 著作
- Handbuch der Gewebelehre. 1852
- Über die Darwin'sche Schöpfungstheorie (Vortrag 1864 in Würzburg). Zeitschrift für wissenschaftliche Zoologie 14 (1864) pp. 174-186 (auch als Sonderdruck bei Wilhelm Engelmann, Leipzig 1864, 15 Seiten).
- Entwicklungsgeschichte des Menschen und der höheren Tiere. Akademische Vorträge von Albert Kölliker. Engelmann, Leipzig 1861
- Grundriß der Entwicklungsgeschichte des Menschen und der höheren Tiere. 1880
- Erinnerungen aus meinem Leben. Engelmann, Leipzig 1899

## 受賞歴
- 1861年 - クルーニアン・メダル
- 1897年 - コプリ・メダル[1]、コテニウス・メダル
- 1902年 - リンネ・メダル